# Hermanas Mínimas de Nuestra Señora de los Dolores
El Instituto de las Hermanas Mínimas de Nuestra Señora de los Dolores (en latín: Institutum Sororum Minimarum a Virgine Perdolente) es una congregación religiosa católica femenina, de vida apostólica y de derecho pontificio, fundada por la religiosa italiana Clélia Barbieri, en San Giovanni in Persiceto, el 1 de mayo de 1868. A las religiosas de este instituto se les conoce como hermanas mínimas y posponen a sus nombres las siglas M.D.A.

## Historia

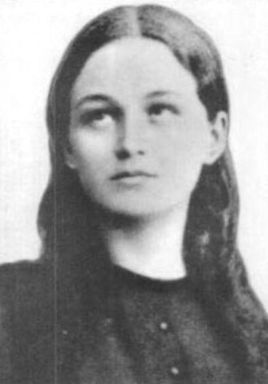
Clélia Barbieri (1847-1870), fundadora de la congregación, es venerada como santa en la Iglesia católica.

El 1 de mayo de 1868, Clélia Barbieri y tres compañeras, bajo la guía del párroco de San Giovanni in Persiceto, Gaetano Guidi, comenzaron a vivir en común y a preparar a las jóvenes para los sacramentos. La fraternidad tomó el nombre de Mínimas de Nuestra Señora de los Dolores en honor de san Francisco de Paula y de la Virgen Dolorosa.
El cardenal Lucido Maria Parocchi, arzobispo de Bolonia aprobó el instituto ad experimentum el 26 de octubre de 1879 y su sucesor, el cardenal Domenico Svampa, les dio el reconocimiento como congregación religiosa de derecho diocesano. El instituto fue agregado a la Orden de los Servitas el 9 de enero de 1951. Recibió la aprobación pontificia por el papa Pío XII, mediante decretum laudis del 24 de enero de 1949.

## Organización
El Instituto de las Hermanas Mínimas de Nuestra Señora de los Dolores es una congregación religiosa de derecho pontificio, internacional y centralizada, cuyo gobierno es ejercido por una superiora general. La sede central se encuentra en Bolonia (Italia).
Las maestras filipenses se dedican a las obras de evangelización, a la educación e instrucción cristianas de la juventud y a la asistencia de los enfermos y marginados. En 2017, el instituto contaba con 298 religiosas y 40 comunidades, presentes en Brasil, India, Italia y Tanzania.